# Clematis aristata
Clematis aristata är en ranunkelväxtart som beskrevs av Robert Brown och Ker-gawl.. Clematis aristata ingår i släktet klematisar, och familjen ranunkelväxter. Inga underarter finns listade i Catalogue of Life.

## Bildgalleri

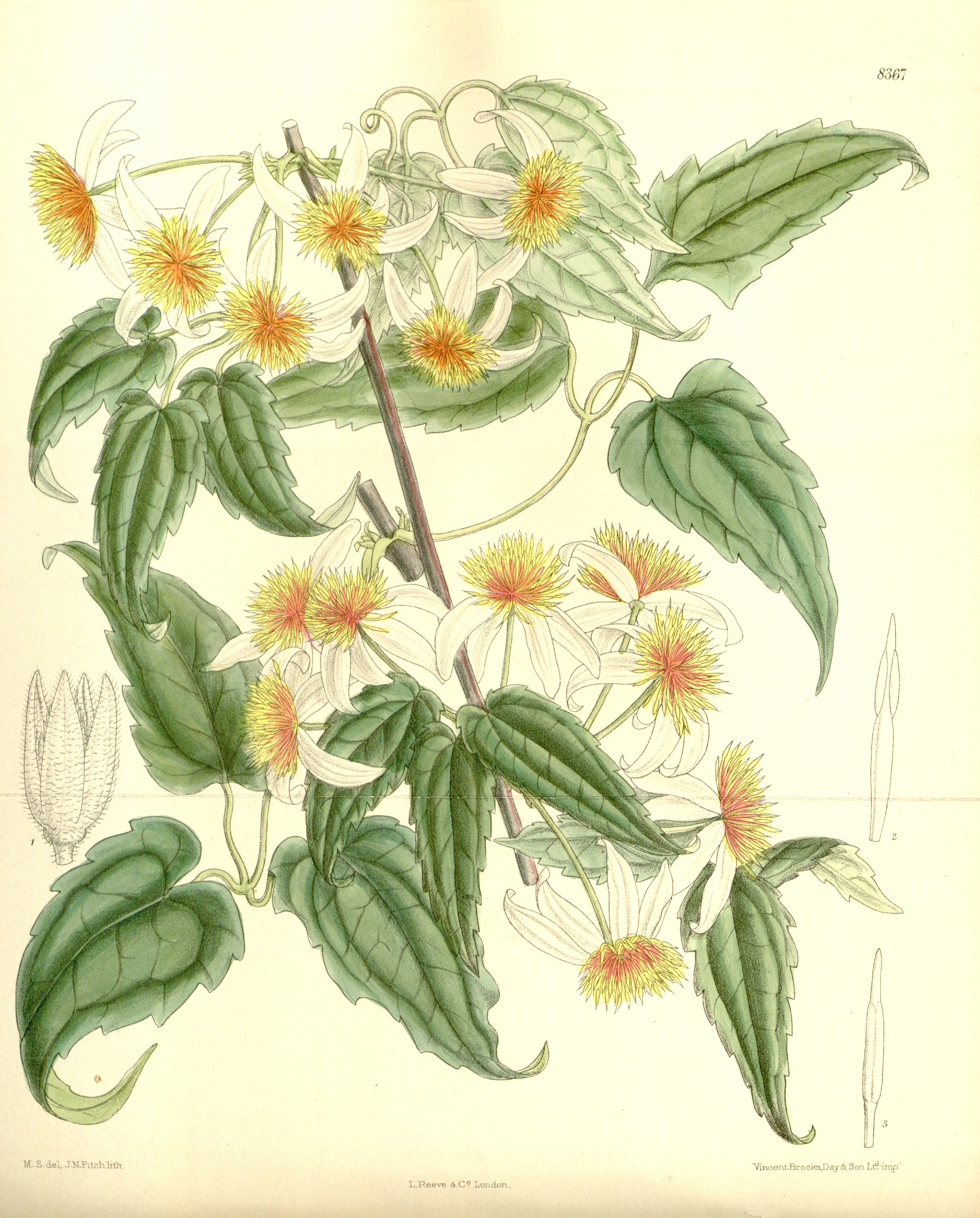
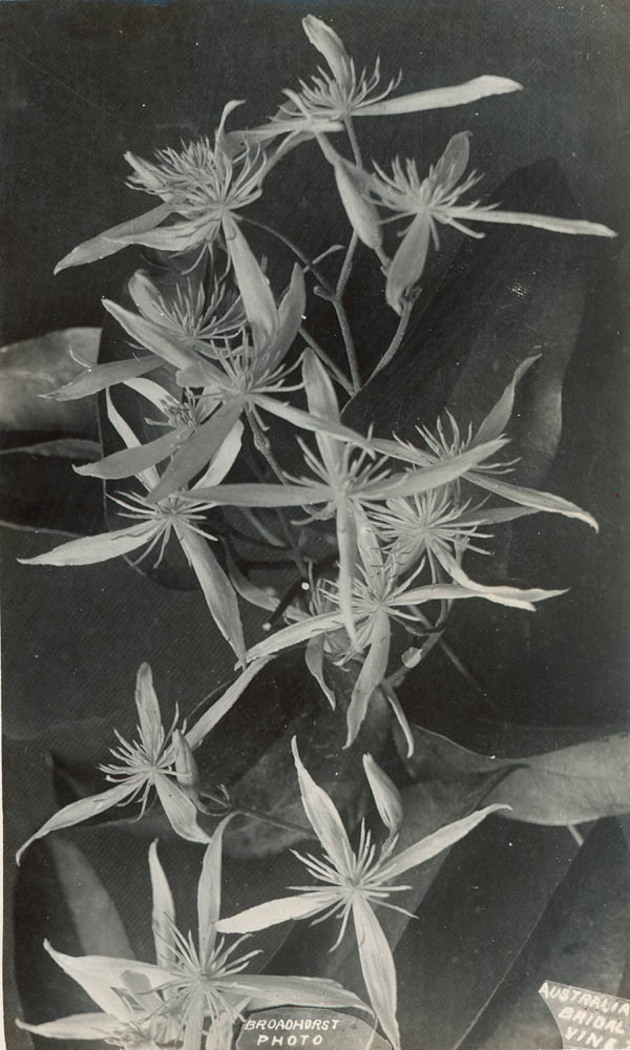